# Caisse des Français de l'étranger
 (juillet 2012).
Si vous disposez d'ouvrages ou d'articles de référence ou si vous connaissez des sites web de qualité traitant du thème abordé ici, merci de compléter l'article en donnant les références utiles à sa vérifiabilité et en les liant à la section « Notes et références ».
Pour les articles homonymes, voir CFE.
La Caisse des Français de l’étranger (CFE) est un organisme de Sécurité sociale à adhésion volontaire régie selon le Livre 7, titre 6 du code de la Sécurité Sociale. Créée en 1978 pour les expatriés, son but primaire est d'offrir aux expatriés la même protection sociale qu’en France. Elle assure la continuité des droits avec le système français de Sécurité sociale, permettant à ses adhérents d'être réintegrés  immédiatement au régime de protection sociale à leur retour en France. En 2024, elle protégeait plus de 175 000 personnes dans le monde entier.

## Présentation
La CFE est un organisme de droit privé, chargé d'une mission publique. Contrairement à la Sécurité sociale, souscrire à la Caisse des Français de l’Étranger n’est pas obligatoire. Cependant, la CFE a reçu une délégation de service public et se trouve sous tutelle des ministères chargés du Budget et de la Sécurité sociale. Elle ne perçoit pas d'aides de l'État, à l'exception de 300 000 € annuellement, dédiés aux actions sanitaires et sociales. 
Ces remboursements sont majoritairement calculés de la même façon que ceux de la Sécurité sociale. Les barèmes et les plafonds appliqués sont les mêmes, or le calcul des cotisations est différent de celui des cotisations à la Sécurité sociale. Celui-ci dépend de l'âge et de la situation familiale de l’assuré, et non des revenus.
La Caisse des Français de l'étranger a pour mission d'assurer aux salariés Français expatriés une continuité de leur couverture sociale avec la France. Ainsi, elle propose de couvrir trois risques pendant leur expatriation : 
- une assurance santé pour maladie – maternité – invalidité, garantissant la prise en charge de frais de santé partout dans le monde, ou uniquement en France.
- une assurance accidents du travail et maladies professionnelles, protégeant contre les aléas de la vie au travail
- une assurance vieillesse, permettant aux salariés de continuer à cotiser pour leur retraite en travaillant à l’étranger.

Tous les expatriés, dont salariés, travailleurs indépendants, personnes sans activités, étudiants et retraités, ainsi que les ressortissants de l'Union Européenne, de l'Espace Économique Européen et de la Suisse, peuvent adhérer à la CFE, quels que soient leur situation familiale et professionnelle durant l’expatriation, leur pays de résidence, leur âge et leur état de santé, l’adhésion ayant lieu sans questionnaire médical préalable.
C'est une caisse dont les adhérents sont volontaires et non captifs. Elle a une obligation d'équilibre, ses ressources reposent uniquement sur les cotisations de ses adhérents, et elle est en concurrence avec d'autres assurances du secteur privé.

## Historique
C'est en 1978 que la Caisse des expatriés à l’attention des salariés est fondée. En 1984, l’assurance maladie-maternité s'étend sur l’ensemble de la population expatriée, puis, 1 an plus tard, en 1985, l’assurance volontaire vieillesse des mères de familles expatriées est créée. La caisse des expatriés devient alors la « Caisse des Français de l’Étranger ». Par la suite, en 1988, la CFE devient autonome et ouvre des bureaux à Paris, son siège social se trouve désormais à Rubelles. L'année suivante, en 1989 ont lieu les premiers accords de gestion avec des assureurs complémentaires ce qui amène à l'établissement d'une cotisation spéciale réduite pour les étudiants durant l'année 1990. Avec sa forte évolution et démocratisation, 17 ans après sa création (en 1995), la CFE compte près de 50 000 adhérents.
En 2002, les personnes à revenus modestes ont désormais accès à la couverture santé facilitée grâce à la loi de modernisation sociale. C'est en 2005, que la première convention de partenariat est signé. Elle propose au salarié sous forme de guichet unique un « pack » de protection sociale, base + complémentaire, pour les assurances maladie-maternité et retraite. Dans la suite de cette démarche de protection des assurances retraites, en 2011, le législateur fait de la CFE l’organisme compétent pour gérer l’assurance vieillesse des expatriés ayant été précédemment affiliés à un régime obligatoire français en obtenant la création d'un secrétariat d'État dédié au Français de l'étranger (sous conditions). Cette même année, la caisse est déficitaire (la seule fois entre 2000 et 2013) de presque 5 millions d'euros.
Plus tardivement, en 2017, la CFE lance son produit Jeunexpat Santé, une couverture santé à destination des jeunes de moins de 30 ans. Pour finir, c'est en 2018 que la CFE fête ses 40 ans et modifie son système de cotisation.

## Organisation
Elle est administrée par un Conseil d'administration. Il est composé de vingt-et-un membres : dix-huit sont élus par l'Assemblée des Français de l'Étranger (AFE) (dont 15 représentants les assurés et 3 les membres représentant de l'AFE), deux représentent les employeurs (MEDEF) et un représente la Mutualité française (FNMF). 
Des représentants de l'État participent aux séances du conseil d'administration ; il s'agit de 2 personnalités qualifiés du ministère des affaires étrangères et de l'Assurance Retraite, un représentant du personnel de la Caisse ainsi que les commissaires du Gouvernement. 

## Prestations
La Caisse des Français de l’Étranger propose de couvrir trois risques : maladie – maternité invalidité, accident du travail – maladie professionnelle, et vieillesse. La CFE rembourse sur les mêmes bases que la Sécurité Sociale. Il est donc conseillé de compléter  par une "complémentaire CFE" qui prendra également en charge un éventuel rapatriement sanitaire. Ce type de contrats est proposé par des compagnies d'assurance ou des courtiers en assurance santé internationale.

### Maladie-maternité-invalidité
Elle propose des remboursements identiques à ceux pratiqués par la Caisse primaire d'assurance maladie en France en ce qui concerne les actes médicaux. Les médicaments sont remboursés dans les mêmes conditions de taux qu'en France mais selon les prix locaux. Les assurés sont toutefois dispensés du parcours de soin. Cette assurance coûte 6,5 % du plafond de la Sécurité sociale, mais prévoit des réductions pour les moins de 35 ans.

### Accident du travail-maladie professionnelle
Cette assurance s'adresse uniquement aux salariés expatriés. Elle propose des prestations identiques à celles de la caisse primaire d'assurance maladie en France. La base de cotisation est choisie par l'assuré en fonction de ses revenus (les sous-cotisations sont autorisées, mais les sur-cotisations sont interdites). Cette assurance coûte 1,25 % de la base de cotisation choisie par le salarié.

### Vieillesse
Cette assurance s'adresse aux salariés, aux personnes chargées de famille (ayant au moins un enfant charge de moins de 20 ans), aux anciens salariés d’un régime obligatoire français n’ayant pas repris d’activité à l’étranger (pouvant justifier d’une affiliation de 6 mois à une caisse de retraite française avant le départ de France). Le taux de cotisation est de 16,65 % (au 1er janvier 2012).

## Campagne de sensibilisation
La CFE a effectué une campagne décalée de sensibilisation des Français de l’étranger à la protection sociale en 2011-2012. La campagne s’est présentée sous forme d’une série de plusieurs épisodes. Elle mettait en scène deux héros, Paul et Nadège qui, faute de posséder la sécurité sociale, se protégeaient comme ils le pouvaient. [réf. nécessaire]